# Foios
Foios és un municipi del País Valencià que es troba a la comarca de l'Horta Nord.

## Geografia
La seua superfície és plana, amb un lleuger pendent de nord-oest a sud-est sense que existisca cap accident geogràfic destacat. La cota màxima està situada a uns 64 metres d'altura, i davalla lentament fins a la riba de la mar. El municipi disposa d'una longitud de costa d'uns cinc-cents metres, si bé no és accessible des del nucli urbà, ja que es troba aïllada per l'autopista V-21. Actualment, i a causa de la construcció de diversos espigons i ports esportius, la línia de costa està situada uns dos-cents metres més a l'interior que fa tot just cinquanta anys.
Pel que fa a la hidrologia, el terme està drenat pels barrancs de Carraixet, de la Rambleta que, amb una longitud de 12 km (la mateixa que la del terme municipal), constituïx un vessament autònom de les terres altes de Foios, des de la Lloma fins a la mar. Creua la població pel carrer Major, antic carrer de València i continua pel camí de la Creu, i pel camí Real fins a arribar al barranquet entre els termes de Meliana i València. La llera ha desaparegut totalment, no obstant això, recull les aigües sobrants del Carraixet i de la Séquia de Montcada en les grans avingudes, que inunden la població, fins a cotes superiors al metre en alguns carrers i paratges on l'aigua discorre a gran velocitat.
Un altre element hidrològic característic és la Séquia Reial de Montcada i els diversos braços que reguen l'horta de Foios, com ara la Séquia del Roll, que creua la població pel centre d'oest a est. A occident es troba la Séquia dels Alcavons, que és una de les poques situades en el marge esquerre de la séquia major. Totes les séquies es troben connectades entre si i permeten el reg de poc més de la meitat del terme municipal de Foios, unes 314 ha. En temps no gaire llunyans patien una forta contaminació, ja que les aigüeres del poble de Foios estaven connectades directament a esta xarxa de séquies.

### Nuclis urbans
Foios està compost per diversos nuclis urbans on es distribuïx, encara que de manera desigual, la població de la localitat, que són:
- Cúiper: es tracta d'un llogaret a vora mar, és a dir, en l'extrem est del terme municipal. Prop d'ell, circula l'AP-7, així com les vies de trens de rodalia, és per allò que Cúiper compartix amb Roca una estació de rodalies.
- La Lloma: es troba en l'extrem oest del terme municipal, damunt d'una xicoteta alcúdia o tossal, pel que rep el nom de lloma. A més, en un futur, constituirà la zona verda de la població.
- Venda del Sombrerer: situat al costat del límit municipal amb la localitat de Vinalesa, més concretament, amb el barri de Gafaüt de dita població.
- Foios (nucli central): anomenat de manera irònica i col·loquial com "Petit París". Està situat en la part central, aproximadament, del terme municipal, a més constituïx el nucli urbà amb major nombre d'habitants. També, per dins d'ell transcorre la línia 3 del metro de València, que fa parada en la població. Per altra banda, l'antiga carretera de Barcelona o Camí Real fa el seu pas pel costat est del nucli central de Foios.

### Límits
L'allargat terme municipal de Foios limita pel sud-oest amb la localitat d'Alfara del Patriarca. Al sud s'endinsa fins a tocar les últimes cases de Vinalesa, que arriba a l'extrem d'exercir juridicció sobre la Venda del Sombrerer, llogaret pròxim a este darrer municipi. Cases de Bàrcena (València) i Meliana la limiten pel sud-est, Moncada per l'oest i Albalat dels Sorells i les pedanies de Mauella i Teuladella (València) pel nord.

### Accés
La principal via de comunicació per carretera amb Foios des de València i els municipis de la comarca és la CV-300 o antiga nacional N-340 o carretera de Barcelona. Les autovies A-7 i V-21 circulen a escassos quilòmetres.
Foios compta amb una estació de la Línia 3 de Metro de València que enllaça el municipi amb el centre de la capital. Al nucli de Roca-Cúiper hi ha una altra estació.

## Història
En 1237 Jaume I donà a Lupo Eximén de Luna el llogaret de Foios, i en 1247, concedí a Guillem Escribà la vila de Foios amb la jurisdicció civil i criminal. El 20 de gener del 1301, el Conqueridor li va donar el terç delme al convent de Santa Maria Magdalena de València. En 1348, Pere IV confiscà el lloc al seu amo, Martí Roderic d'Isurre, i el vengué a Blasco Fernàndez d'Herèdia. Pel juliol del 1368 fou reduït a la Corona i incorporat a la jurisdicció de la ciutat de València. En les Corts Valencianes del 1626, l'església de Foios va demanar l'exempció de pagar el dret d'amortització i segells de 800 lliures. L'any 1572 tenia 44 famílies en 1609 n'eren 85 (uns 380 habitants). En 1787 tenia 948 habitants (foiers); el 1900, 1.548, i el 1994, 5.475.
En la primera meitat del segle xix produïa dacsa, blat, seda—que exportava a València--, oli i vi; i melons que exportava fins a l'Alger, Cadis i França. Tenia quatre fàbriques de teules i rajoles (una de les quals encara es manté oberta), una fàbrica de jute (La Yutera) i diversos molins, pous i motors d'aigua a la llarga de tot el terme municipal.

## Demografia
| any  | habitants |
| ---- | --------- |
| 1900 | 1.548     |
| 1910 | 2.126     |
| 1920 | 2.376     |
| 1930 | 2.909     |
| 1940 | 3.017     |
| 1950 | 3.321     |
| 1960 | 3.565     |
| 1970 | 4.341     |
| 1981 | 5.255     |
| 1991 | 5.352     |
| 2000 | 5.372     |
| 2006 | 6.287     |
| 2007 | 6.358     |
| 2022 | 7.496     |

## Economia
L'economia de la localitat ha depés tradicionalment de l'agricultura, i el 100% dels seus cultius són de regadiu. No obstant això, al llarg del segle XX han sorgit diverses indústries lleugeres.

## Política i govern

### Composició de la Corporació Municipal
El Ple de l'Ajuntament està format per 13 regidors. En les eleccions municipals de 26 de maig de 2019 foren elegits 5 regidors de Compromís per Foios (Compromís), 3 del Partit Socialista del País Valencià (PSPV-PSOE), 2 de Más Foios (+Foios), 2 del Partit Popular (PP) i 1 d'Unides Podem Foios (Podem).
| Eleccions municipals de 26 de maig de 2019 - Foios                                                                                                |                                          |                                     |                                     |        |          |          |
| Candidatura | Candidatura                              | Candidatura                         | Cap de llista                       | Vots   | Vots     | Regidors |
| | Compromís per Foios                      |                                     | Sergi Ruiz Alonso                   | 1.589  | 39,04%   | 5 (+2)   |
| | Partit Socialista del País Valencià-PSOE |                                     | Juan José Civera Bendicho           | 859    | 21,11%   | 3 (+1)   |
| | Más Foios                                |                                     | Manuel José Jordán Ligorit          | 642    | 15,77%   | 2 (+2)   |
| | Partit Popular                           |                                     | Héctor Bueno Carceller              | 568    | 13,96%   | 2 (-2)   |
| | Unides Podem Foios                       |                                     | Alex Micó Bendicho                  | 270    | 6,63%    | 1 (-1)   |
| | Altres candidatures                      |                                     |                                     | 109    | 2,68%    | 0 ( -2)  |
| | Vots en blanc                            |                                     |                                     | 33     | 0,81%    |          |
| Total vots vàlids i regidors | Total vots vàlids i regidors             | Total vots vàlids i regidors        | Total vots vàlids i regidors        | 4.070  | 100 %    | 13       |
| | Vots nuls                                | Vots nuls                           | Vots nuls                           | 25     | 0,61%    |          |
| Participació (vots vàlids més nuls) | Participació (vots vàlids més nuls)      | Participació (vots vàlids més nuls) | Participació (vots vàlids més nuls) | 4.095  | 73,19%** |          |
| Abstenció | Abstenció                                | Abstenció                           | Abstenció                           | 1.500* | 26,81%** |          |
| Total cens electoral | Total cens electoral                     | Total cens electoral                | Total cens electoral                | 5.595* | 100 %**  |          |
| Alcalde: Sergi Ruiz Alonso (Compromís) (15/06/2019) Per majoria absoluta dels vots dels regidors (9 vots: 5 de Compromís, 3 de PSPV i 1 de Podem) |                                          |                                     |                                     |        |          |          |
| Fonts: JEC, JEZ València. M. Interior, Periòdic Ara. (* No són vots sinó electors. ** Percentatge respecte del cens electoral.)                   |                                          |                                     |                                     |        |          |          |

### Alcaldes i alcaldesses
Des de 2015 l'alcalde de Foios és Sergi Ruiz Alonso de Compromís.
| Període                       | Alcalde o alcaldessa                      | Partit polític    | Data de possessió   | Observacions        |
| ----------------------------- | ----------------------------------------- | ----------------- | ------------------- | ------------------- |
| 1979–1983                     | Franciso Rodrigo Muñoz                    | UCD               | 19/04/1979          | --                  |
| 1983–1987                     | Vicente Ruiz Llistó                       | PSPV-PSOE         | 28/05/1983          | --                  |
| 1987–1991                     | José V. Martí Lluch                       | PSPV-PSOE         | 30/06/1987          | --                  |
| 1991–1995                     | Concepción Martínez Jerónimo Montalt Ruiz | PSPV-PSOE PP      | 15/06/1991 ?/?/2003 | Moció de censura -- |
| 1995–1999                     | Jerónimo Montalt Ruiz                     | PP                | 17/06/1995          | --                  |
| 1999–2003                     | Francisco Javier Ruiz Montalt             | PSPV-PSOE         | 03/07/1999          | --                  |
| 2003–2007                     | Francisco Javier Ruiz Montalt             | PSPV-PSOE         | 14/06/2003          | --                  |
| 2007–2011                     | Héctor Bueno Carceller                    | PP                | 16/06/2007          | --                  |
| 2011–2015                     | Héctor Bueno Carceller                    | PP                | 11/06/2011          | --                  |
| 2015–2019                     | Sergi Ruiz i Alonso                       | Compromís         | 13/06/2015          | --                  |
| 2019-2023                     | Sergi Ruiz i Alonso                       | Compromís         | 15/06/2019          | --                  |
| Des de 2023                   | Sergi Ruiz i Alonso                       | Acord per guanyar | 17/06/2023          | --                  |
| Fonts: Generalitat Valenciana |                                           |                   |                     |                     |

## Monuments

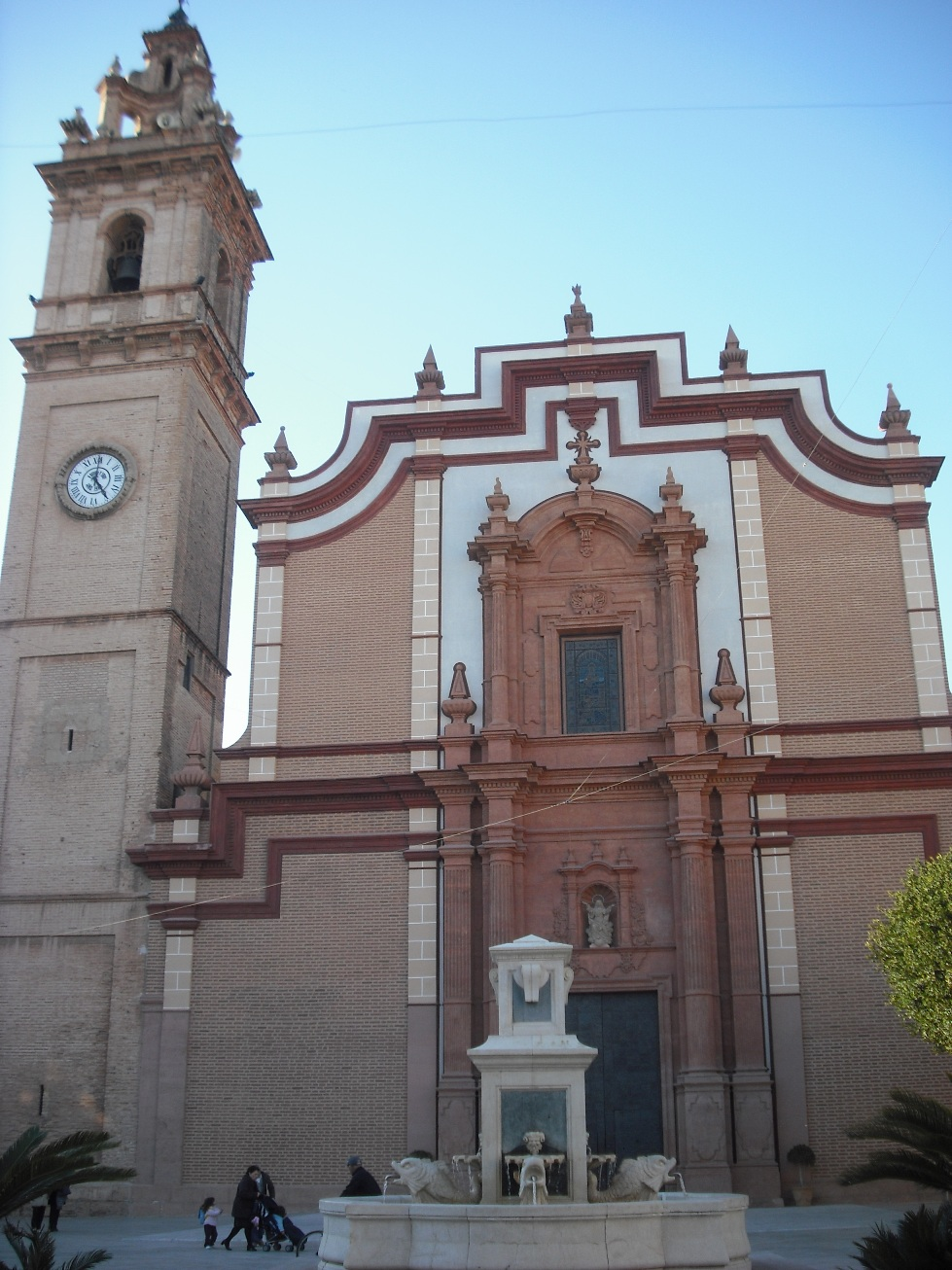
Façana de l'església de l'Assumpció

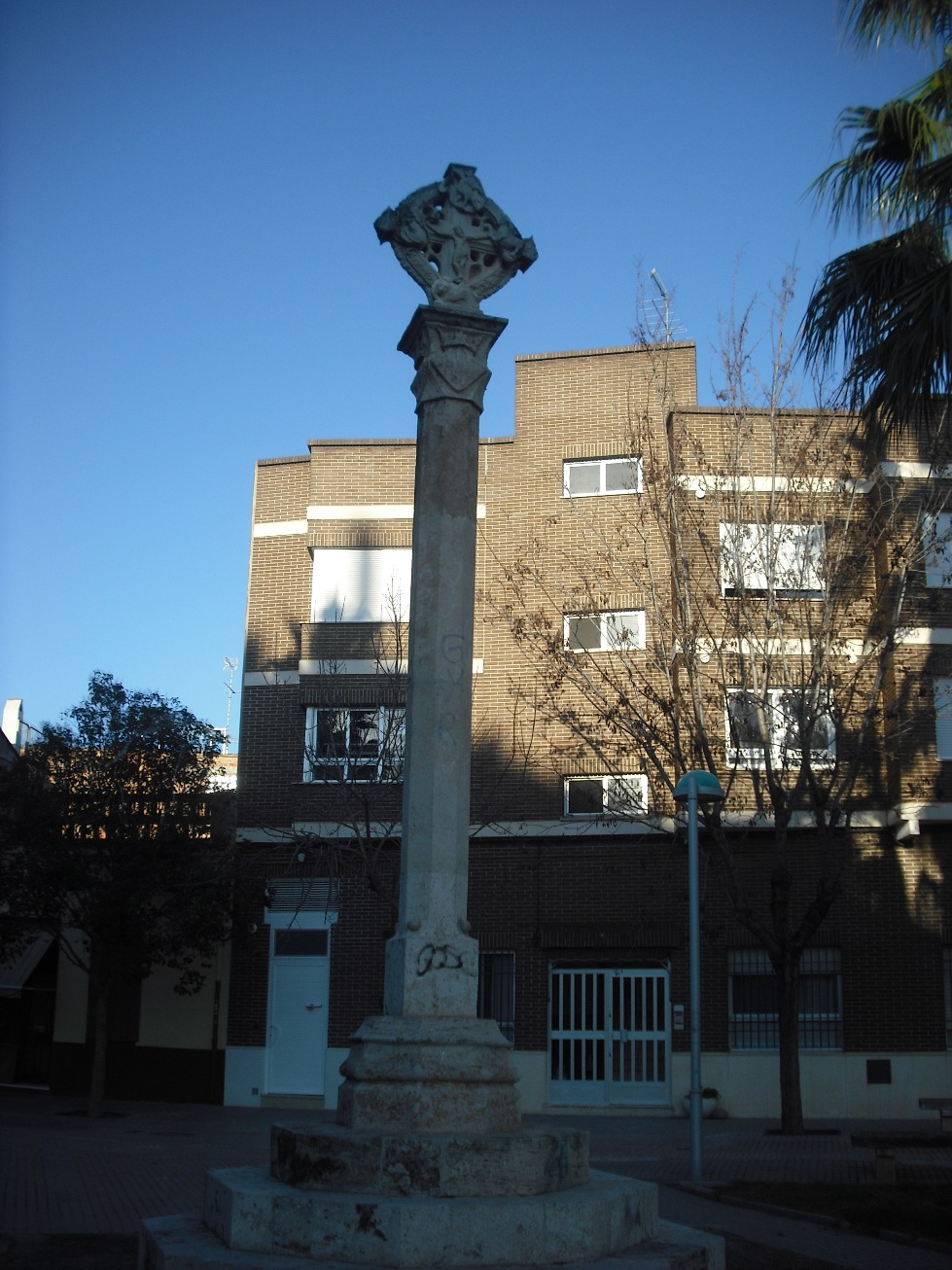
Creu de Foios

### Monuments religiosos
- Església de l'Assumpció de Nostra Senyora. La seua construcció s'inicia l'any 1728 sota la direcció del mestre Josep Mínguez i és una de les més magnífiques de l'Horta. Destaquen el monumental campanar, la façana i dues obres d'art que s'hi custodien: un oli sobre taula atribuït al cercle de Macip, les Lamentacions a la Mort de Crist i la talla de la Mare de Déu del Patrocini, datable entre els segles xiii i xiv.
- Ermita del Santíssim Crist de la Sang. Situada prop del punt on la Séquia Reial de Montcada creua la carretera de la Lloma. Té un calvari al seu recinte i va ser construïda el 1942.
- La Creu de Terme. Es tracta d'una de les quatre creus de terme històriques que es conserven a la comarca. Està datada cap al 1530 i el seu estil de transició del gòtic al renaixement. Com sol ser habitual en estes construccions, té una cara de Crist crucificat i en l'altra la Mare de Déu amb l'infant. En el capitell hi ha l'escut reial de les quatre barres. Enderrocada durant la Guerra civil espanyola, va ser recuperada i restaurada en 1984 gràcies a la investigació de Josep Corell.
- Ermita de la Mare de Déu del Patrocini.

### Monuments civils
- La Yutera. Important instal·lació industrial que es va establir a Foios l'any 1926 per a la fabricació de sacs de jute i que, fins al seu definitiu tancament en 1988, ha donat treball a un nombrós contingent de treballadors i treballadores provinents de tota la comarca, més de 2.000 durant els anys quaranta i cinquanta.
- Casa del Poble. Seu de l'ajuntament.
- Casa de Cultura. Instal·lada a les antigues escoles municipals.
- Llar de la Música. Seu de l'escola d'educants de la Societat Musical de Foios.
- Alqueries.

## Festes i celebracions
Les Festes Patronals se celebren del 15 al 18 d'agost en honor de l'Assumpció de la Verge, Sant Roc, de la Mare de Déu del Patrocini i Crist de la Sang. Se celebra també festa en el dia propi del Patrocini de la Mare de Déu en novembre, així com a sant Antoni Abad en gener.

## Persones il·lustres
- Francesc Badia (1906-2000), escultor.[8]
- Juan Ferrando Badía (1926-2007), catedràtic de dret polític.
- Vicente Ruiz "El Soro" (1962), Torero.
- Ferran Torres (2000), futbolista.
- Miguel Rodrigo Tamarit (1963), músic, director i compositor.